# Чорний Адам (фільм)
«Чорний Адам» (англ. Black Adam) — американський супергеройський фільм, заснований на однойменних коміксах видавництва DC Comics. Картина зрежисована Жауме Колєт-Серра, а головну роль виконав Двейн Джонсон. Стрічка є дванадцятою за рахунком з розширеного всесвіту DC Comics, а так само спінофом фільму «Шазам!». Прем'єра фільму відбулася 3 жовтня 2022 року.
Фільм розповідає історію стародавнього антигероя — Чорного Адама, який повертається в сучасному світі та отримає нагоду стати справжнім героєм.

## Сюжет
У 2600 році до нашої ери в державі Кандак править тиран Ак-Тон. Він поневолив свій народ, щоб видобувати рідкісний метал етерній, з якого можна виготовити Корону Саббака, здатну наділити володаря силою шести демонів. Хлопчик-раб надихає решту рабів повстати, але його схоплюють слуги Ак-Тона і збираються стратити. В останню мить хлопчика рятує Рада чарівників і наділяє його силою перетворюватися на супергероя Тет-Адама. Вирушивши в фортецю тирана, Тет-Адам убиває Ак-Тона, але сам зникає без сліду.
У наш час Кандак перебуває під владою кримінальної Інтербанди, що добуває етерній. Археолог Адріанна Томаз шукає Корону Саббака, щоб нею не заволоділа Інтербанда. Зі своїм братом Карімом і колегами Саміром та Ізмаїлом вона входить у гробницю Тет-Адама, де знаходить Корону. Бійці Інтербанди вриваються до гробниці, вбивають Саміра та погрожують застрелити Каріма, якщо Адріанна не дасть їм Корону. Адріанна погоджується, але читає закляття, що повертає Тет-Адама. Супергерой вбиває більшість військ Інтербанди навколо, але непритомніє від влучання ракети з етернієм. Урядовиця США Аманда Воллер вважає Адама загрозою та зв'язується з Товариством Справедливості Америки, щоб затримати його. Члени Товариства — Людина-яструб, Доктор Фейт, Циклон і Атомний руйнівник вилітають у Кандак і пояснюють Адріанні, що Тет-Адам не герой, а злочинець, якого чарівники визнали негідним суперсили та ув'язнили в гробниці.
Син Адріанни, Амон, показує Тет-Адаму, що минуло 5 тисяч років і світ змінився. Хлопчик вірить, що Тет-Адам стане захисником Кандаку, на якого народ давно чекав, але той не хоче визнати сучасний Кандак своїм домом. Вилетівши на вулицю, Тет-Адам привертає увагу Товариства Справедливості, що намагається його схопити. Доктор Фейт бачить видіння майбутнього, в якому Кандак охоплено вогнем, а Людина-яструб гине, і вважає, що все це вчинить Тет-Адам.
Тим часом Ізмаїл виявляється живим. Насправді він лідер Інтербанди, який розшукує Корону Саббака. Корону переховує Амон, але Ізмаїл знаходить його та ранить Каріма. Адам, Адріанна і Товариство Справедливості знаходять Корону і мають намір обміняти її на Амона. Вони вирушають у лігво Ізмаїла, де лиходій розповідає, що він останній нащадок Ак-Тона і хоче посісти своє законне місце на троні Кандака. Адріанна віддає корону, щоб врятувати життя Амона, але Ізмаїл порушує обіцянку та стріляє в хлопчика. Тет-Адам намагається врятувати Амона, втрачає контроль над своєю силою і знищує все навколо, вбивши Ізмаїла та поранивши Амона.
Охоплений почуттям провини, Тет-Адам тікає до руїн палацу Ак-Тона і розповідає Людині-яструбу, що легенди про захисника Кандаку брешуть. Насправді Тет-Адам змирився з неволею, а повстання рабів почав його малий син Гурут. Саме Гурута чарівники наділили суперсилами. Знаючи, що Гурут непереможний, Ак-Тон наказав стратити його родину. Щоб урятувати смертельно пораненого батька, Гурут віддав йому чарівну силу, але слідом убивці застрелили хлопчика стрілами. Розлючений Тет-Адам убив всіх слуг тирана та зруйнував його палац, знехтувавши смертями тих, кого мав захищати. За це Рада чарівників визнала його негідним бути супергероєм. Тет-Адам убив чарівників, за винятком Шазама, якому вдалося ув'язнити його разом із Короною Саббака в гробниці.
Розчарований в собі, Тет-Адам здається Спілці Справедливості. Його доставляють до підводної бази, де лишають у напівпритомному стані. Проте Доктор Фейт і далі передчуває смерть Людини-яструба та зруйнування Кандаку.
Коли Товариство Справедливості повертається в Кандак, виявляється, що Ізмаїл зумисне дозволив себе вбити. Загинувши, Ізмаїл потрапив до пекла, де шестеро демонів наділяють його своєю силою, щоб зробити суперлиходієм Саббаком і захопити світ людей. В Кандаці з'являються воїни пекла. Амон, Адріанна та Карім об'єднують людей, щоб дати їм відсіч. Товариство Справедливості готується протистояти Саббаку. Доктор Фейт створює навколо руїн палацу магічний щит, аби битися з Саббаком особисто. Він пояснює, що може врятувати Людину-яструба, якщо загине сам. Під час поєдинку Доктор Фейт звільняє своєю силою Тет-Адама, котрий поспішає в Кандак. При допомозі Людини-яструба, який використовує шолом Фейта, Тет-Адам убиває Саббака. Товариство Справедливості визнає Тет-Адама захисником Кандака за умови, що він ніколи не покидатиме свою країну.
Тет-Адам сідає на трон у палаці, але потім розбиває його, сказавши, що народ Кандака сам вирішить як йому жити, але людям потрібен захисник. За підказкою Амона він бере собі нове ім'я — Чорний Адам.
У сцені посередині титрів Воллер застерігає Чорного Адама, що в разі порушення угоди вона залучить людей з інших планет аби зупинити його. Потім Чорного Адама відвідує Супермен і пропонує поговорити.

## Акторський склад
| Актор             | Роль                                 |
| ----------------- | ------------------------------------ |
| Двейн Джонсон     | Тет-Адам / Чорний Адам               |
| Елдіс Годж        | Картер Холл / Людина-яструб          |
| Ной Сентінео      | Альберт Ротштейн / Атомний руйнівник |
| Сара Шахі         | Адріанна Томаз                       |
| Марван Кензарі    | Ішмаель Грегор / Саббак              |
| Квінтеса Свінделл | Максін Ханкель / Циклон              |
| Пірс Броснан      | Кент Нельсон / Доктор Фейт           |
| Віола Девіс       | Аманда Воллер                        |
| Дженніфер Голланд | Емілія Харкорт                       |

## Український дубляж
Дубляж виконано студією Postmodern на замовлення Kinomania.
- Переклад — Олег Колесніков
- Режисер дубляжу — Катерина Брайковська
- Координатор проєкту — Юлія Кузьменко
- Ролі дублювали:
  - Тет-Адам / Чорний Адам — Михайло Жонін
  - Картер Холл / Людина-яструб — Роман Чорний
  - Альберт Ротштейн / Атомний руйнівник — Юрій Сосков
  - Адріанна Томаз — Катерина Качан
  - Ішмаель Грегор / Саббак — Іван Розін
  - Максін Ханкель / Циклон — Анна Павленко
  - Кент Нельсон / Доктор Фейт — Олег Лепенець
  - Аманда Воллер — Ольга Радчук
  - Емілія Харкорт — Катерина Буцька
  - Амон Томаш — Арсен Шавлюк
  - Карім — Артем Мартинішин
  - Самір — Євген Лісничий
  - Командир Інтербанди — Андрій Мостренко
  - Герой Х — Дмитро Гаврилов
  - А також: Петро Сова, Дмитро Вікулов, Сергій Солопай, Дмитро Сова, Роман Молодій, В'ячеслав Дудко.

## Виробництво
У січні 2017 року портал THR повідомив про те, що Двейн Джонсон отримає свій власний сольний фільм про антигероя/лиходія Чорного Адама. Робота над «Шазамом» і цим фільмом буде вестися одночасно. Після цього Двейн заявив, що Чорний Адам з'явиться в Розширеному всесвіті DC раніше, ніж очікувалося, і що в одному з фільмів буде боротьба між цим персонажем і Суперменом. Однак він так і не зміг сказати, в якому з проєктів і коли це трапиться. У жовтні 2017 року було оголошено, що Адам Штикель став сценаристом картини і що Джонсон разом з Хірамом Гарсіа виступлять у ролі спів-продюсерів у власній студії Seven Bucks Productions. Двейн Джонсон у жовтні 2019 підтвердив, що знімання фільму стартують в липні 2020. Режисером виступить Жауме Колєт-Серра, який вже встиг попрацювати з Двейном над проектом «Круїз по джунглях».
Після касового успіху «Шазама!», «Чорний Адам» став пріоритетом для New Line. У червні 2019 року Жауме Кольет-Серра вів переговори про постановку фільму після того, як він справив враження на Джонсона як на режисера «Круїзу по джунглях» (2021). У жовтні Джонсон повідомив, що зйомки почнуться в липні 2020 року, а в наступному місяці він оголосив, що «Чорний Адам» має вийти на екрани 22 грудня 2021 року. Він також повідомив, що Шазам не з'явиться у фільмі, зате будуть члени Товариства Справедливості Америки.

### Кастинг
У жовтні 2020 року акторка Сара Шахі запрошена на роль викладачки університету та борчині за свободу, яка очолює рух опору на батьківщині головного героя. Також до акторського складу долучилися Елдіс Годж (Людина-яструб, Hawkman) та Ной Сентінео (Атомний руйнівник, Atom Smasher).

## Оцінки й відгуки
«Чорний Адам» отримав на Rotten Tomatoes 39 % позитивних оцінок від професійних кінокритиків, але 89 % від пересічних глядачів.
Згідно з Річардом Броді з The New Yorker, «Чорний Адам», на відміну від «Шазама!», надто серйозний і йому бракує чіткого погляду на події. Боротьба Тет-Адама з самим собою та його передісторія роблять цього антигероя «іграшкою хиткого сюжету», призначеного рухати франшизу замість дати окрему цікаву історію.
Білдж Ебірі у Vulture писав, що «Чорний Адам» усіляко намагається повторити успіх Disney і Marvel, демонструючи різні команди супергероїв. Але фільм не має окремих приквелів про Доктора Фейта чи Людину-яструба, тому ці супергерої виглядають як дешеве наслідування персонажів Marvel, хоча з'явилися в коміксах раніше. «Чорний Адам» також відмовляється від політичного підтексту (ігнорування Заходом східних країн, поки вони не починають становити загрозу) на користь легковажності. Водночас дещо дивує рівень жорстокості, яка не має крові, але допускає спопеляння людей чи позбавлення кінцівок.